# Leon Tarasewicz

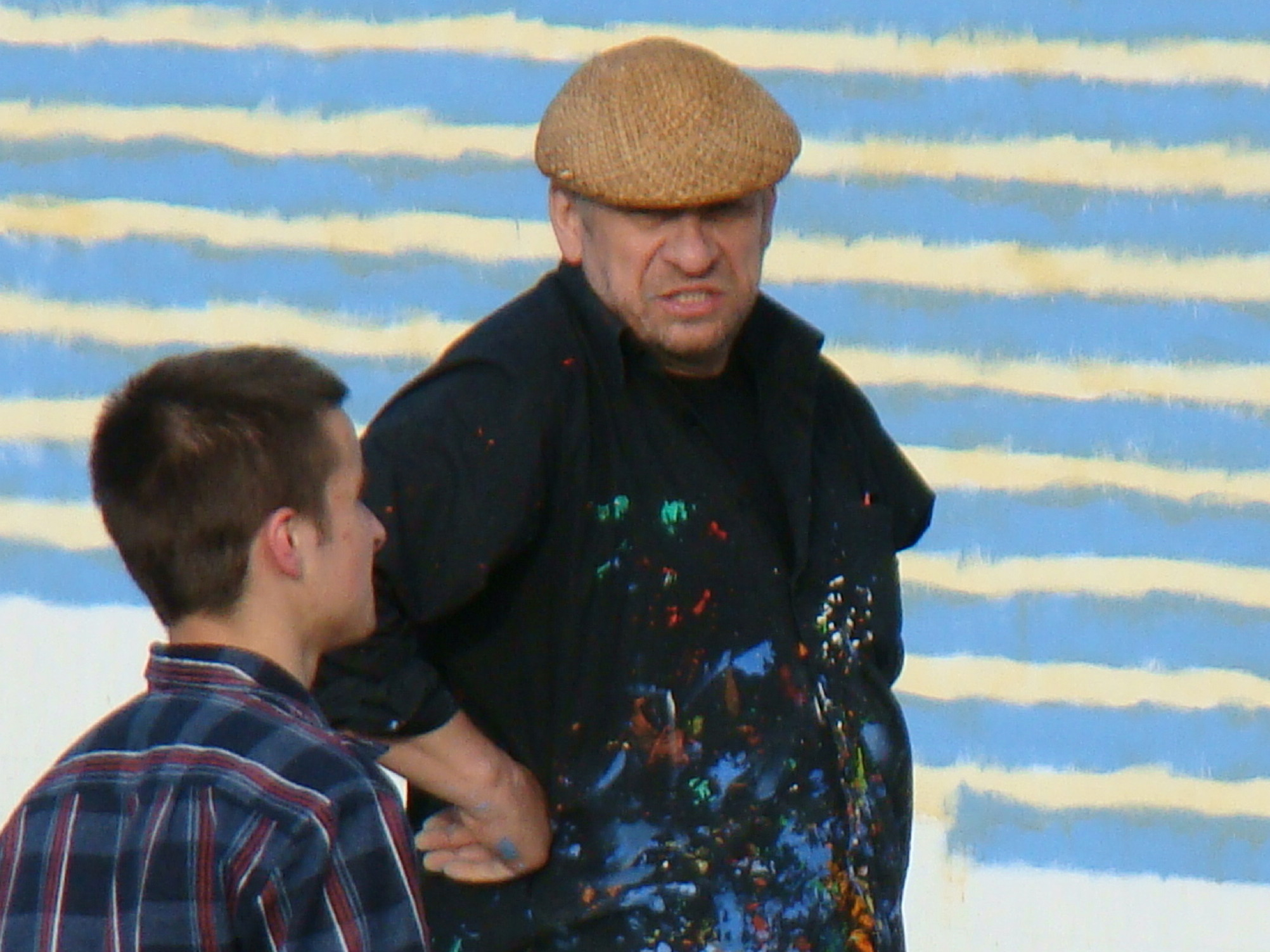
Leon Tarasewicz (2009, Bielsko-Biała)

Leon Tarasewicz (ur. 14 marca 1957 w Waliłach) – polski malarz białoruskiego pochodzenia, profesor sztuk plastycznych, nauczyciel akademicki Akademii Sztuk Pięknych w Warszawie.

## Życiorys
Urodził się na Podlasiu w rodzinie robotniczej. Absolwent klasy o specjalności tkactwo Liceum Plastycznego w Supraślu, a następnie Wydziału Malarstwa Akademii Sztuk Pięknych w Warszawie (dyplom otrzymał w 1984 w pracowni Tadeusza Dominika). Od 1996 prowadził gościnną pracownię malarstwa na tejże uczelni. Został wykładowcą przestrzeni malarskiej na Wydziale Sztuki Mediów i Scenografii ASP w Warszawie. W 2011 prezydent RP Bronisław Komorowski nadał mu tytuł profesora sztuk plastycznych.
Współpracuje z warszawską Galerią Foksal, Galerią Monopol, białostockim Arsenałem, Galerią Krynki w Krynkach, poznańską Galerią Ego, a także lubelską Galerią Białą. Jest autorem logo województwa podlaskiego: żubra utkanego z kolorów. W 2008 został ambasadorem Europejskiego Roku Dialogu Międzykulturowego. 
Podkreśla swe białoruskie korzenie i promuje kulturę tej mniejszości w Polsce.
Malarstwo Leona Tarasewicza oddaje w unikalny sposób piękno i kolory przyrody, nawiązuje do złożonej historii pogranicza.
Najobszerniejszą bibliografię poświęconych mu publikacji (i filmografię) zawiera katalog ekspozycji w Zamku Ujazdowskim w 2003.
W 2021 ukazał się wywiad rzeka Małgorzaty Czyńskiej z Leonem Tarasewiczem pt. Nie opuszczam rąk.
Malarz jest wielbicielem ptaków. Hoduje m.in. kury ozdobne (jest także współautorem książki na ich temat), gołębie i bażanty.

## Wystawy
- 2022: Nowe obrazy – Galeria Ego, Poznań[13], Wysiedlenie – Galeria 66P, Wrocław[14]
- 2007: Muzeum Górnośląskie w Bytomiu, Leon Tarasewicz – Instytut Polski w Budapeszcie[15]
- 2006: Galeria Biała w Lublinie, Kunsthalle St. Annen w Lubece[16], Galeria Foksal w Warszawie[17]
- 2004: Galeria Biała w Lublinie[18]
- 2003: CSW Zamek Ujazdowski w Warszawie[19], 7 wspaniałych – Galeria Sztuki Współczesnej BWA w Olsztynie, „Tarasewicz dla Poznania” – realizacja przestrzenna na kolumnadzie Teatru Wielkiego w Poznaniu
- 2002: Milczenie obrazu – Strzemiński – Opałka – Tarasewicz – Muzeum Narodowe w Szczecinie[20]
- 2001: Galeria Ego w Poznaniu, Galeria Biała w Lublinie, 49. Międzynarodowe Bienalle w Wenecji, Here & Now – Zachęta Narodowa Galeria Sztuki, Gary Tatintsian Gallery w Nowym Jorku, Springer & Winckler Galerie w Berlinie, Gallerie Nordenhake w Sztokholmie, Galleria del Cavallino w Wenecji
- 2000: Negocjatorzy Sztuki – Centrum Sztuki w Mińsku, CSW Łaźnia w Gdańsku, Neuruppiner Kunstraum w Neuruppin (Niemcy), Gary Tatintsian Gallery w Nowym Jorku
- 1999: Galeria Zachęta w Warszawie, Galerie Nordenhake w Sztokholmie, Galeria DAP w Warszawie, Biała sztuka – Galeria Arsenał w Poznaniu
- 1998: Oikos – Muzeum Okręgowe w Bydgoszczy, Zachęta Narodowa Galeria Sztuki w Warszawie, Springer & Winckler Galerie w Berlinie, Galerie Mettalinde w Lubece
- 1997: Galerij S 65 w Aalst (Belgia), Galeria Biała w Lublinie, Galerie Mettalinde w Lubece, Galeria Stotrzynaście w Białymstoku, Horizons – Chosun Ilbo Gallery w Seulu, Nowosielski, Smoczynski, Tarasewicz w Centrum Sztuki w Warszawie
- 1996: Galeria Zachęta w Warszawie, Springer & Winckler Galerie we Frankfurcie, Galerie Nordenhake w Sztokholmie
- 1995: Galeria Biała w Lublinie, Muzeum Górnośląskie w Bytomiu, Galeria Arsenał w Białymstoku, Galeria BWA w Katowicach, Galeria Foksal w Warszawie
- 1994: Rysa w przestrzeni – Galeria Zachęta w Warszawie, Springer & Winckler Galerie we Frankfurcie, Galeria Foksal w Warszawie
- 1993: Pałac Sztuki w Mińsku, Galerie Nordenhake w Sztokholmie, Springer & Winckler Galerie we Frankfurcie, Bilans Balans – Galeria Biała w Lublinie
- 1992: Kolekcja malarstwa polskiego XX – Muzeum Narodowe w Warszawie, Kolekcja międzynarodowej sztuki XX – Muzeum Sztuki w Łodzi, Springer & Winckler Galerie we Frankfurcie
- 1991: Tel Awiw Museum of Art, Galeria Krzysztofory w Krakowie, Okręgowe Muzeum w Białymstoku, Galerie Nordenhake w Sztokholmie, Galeria Foksal w Warszawie, Tre giovani artisti – Galleria del Cavallino w Wenecji, Europe Unknown – Pałac Sztuki w Krakowie, David Nash & Leon Tarasewicz – CSW Zamek Ujazdowski w Warszawie
- 1990: Galerie Fahnemann w Berlinie, Polen Zeit Kunst – Berlin; Moguncja; Warszawa, Festival of Contemporary Art Cagnes-sur-Mer, Biennale Balticum w Rzymie
- 1989: Dialog – Kunstmuseum Düsseldorf, Galerie Nordenhake w Sztokholmie, Galleria del Cavallino w Wenecji
- 1988: Sztuka polska XX wieku – Muzeum Narodowe w Warszawie, Aperto'88 – Biennale w Wenecji, Kunstolympiade – National Museum of Contemporary Art Seoul (Korea), Art at the Edge – Museum of Modern Art w Oxfordzie, Polish Realities – Third Eye Center w Glasgow (Szkocja), Muzeum narodowe we Wrocławiu, Galeria Foksal w Warszawie, Pałac Sztuki w Mińsku
- 1987: Locus Solus – Galerie Nordenhake w Sztokholmie, Edward Thorp Gallery w Nowym Jorku, Damon Brandt Gallery w Nowym Jorku, Galeria Arsenał w Białymstoku, 19. Międzynarodowe Biennale Sztuki w São Paulo (Brazylia)
- 1986: Galerie Nordenhake w Sztokholmie, Galleria del Cavallino w Wenecji, Galerie Nordenhake w Malmö
- 1985: Galeria Foksal w Warszawie, Dyplomy'84 – Galeria BWA we Wrocławiu, Galeria Biała w Lublinie
- 1984: Galeria Foksal w Warszawie

## Ordery i odznaczenia
- Krzyż Kawalerski Orderu Odrodzenia Polski (2011)
- Srebrny Medal „Zasłużony Kulturze Gloria Artis” (2005)[21]

## Nagrody i wyróżnienia
- Nagroda im. Jana Cybisa (1998)
- Paszport „Polityki” (2000)
- Nagroda Fundacji Zofii i Jerzego Nowosielskich
- Wielka Nagroda Fundacji Kultury za rok 2006 za konsekwentne rzucanie wyzwania zarówno tradycyjnemu rozumieniu malarstwa, jak i wszelkim konwencjom rozumienia sztuki (2007)
- Nagroda ZAiKS-u w dziedzinie sztuk wizualnych (2012)[22]
- Perła Honorowa Polskiej Gospodarki (w kategorii kultura), przyznana przez redakcję Polish Market (2014)[23]
- Nagroda specjalna ZAiKS-u (2017, 2019)[22]
- Nagroda 100-lecia ZAiKS-u (2018)[22]
- Członkostwo honorowe Stowarzyszenia Autorów ZAiKS (2019)[22]
- tytuł doktora honoris causa Uniwersytetu w Białymstoku (2022)[24]